# Zinola
Zinola (Zino-a o Zinou-a in ligure) è un quartiere situato alla periferia ovest di Savona, al confine naturale con il comune di Vado Ligure e di Quiliano.

## Geografia fisica
I confini naturali sono rappresentati dal torrente Quiliano ad Ovest che lo separa dal comune di Vado Ligure, dal Rio delle 4 Stagioni a Est che la divide dal quartiere di Legino e dalla collina di Passeggi a Nord, che la separa dal comune di Quiliano. In passato vista la sua posizione isolata ha rappresentato una comunità indipendente.
Zinola si trova nel punto di incontro delle vie commerciali (antiche e moderne) che attraversano le Alpi Marittime verso il Piemonte.

## Storia

### Età antica e classica
Per la sua posizione ha rappresentato un punto abitato da tempi immemori in quanto situato sollevato rispetto all'area circostante che è sempre stata a carattere paludoso. Questa caratteristica ha però sempre limitato il numero di occupanti; l'area perciò è sempre stata in stretto collegamento con le comunità agricole più importanti di Legino e Quiliano. Vi sono tracce di passaggi e stazionamenti nella zona a partire da comunità Liguri Sabazi.
Nel periodo Romano la sua storia è assoggettata a Vada Sabazia (l'odierna Vado Ligure). Vi sono tracce di sepolture Bizantine nelle adiacenze della Chiesa di San Pietro in Carpignano.

### Alto medioevo
Nell'alto medioevo, alcuni documenti notarili risalenti ai primi anni del Mille (Secolo XI) nominano la località "Piana di Zinola"; in realtà la zona era a carattere prevalentemente paludoso e gli insediamenti abitativi erano concentrati nel reticolo di "ciappin", facenti riferimento alla zona più elevata "dei Bricchetti".
Detti ciottolati sono parzialmente scomparsi, tagliati ed interrotti con la costruzione di vecchia e nuova ferrovia, strada di scorrimento e strade comunali,
Con una visione aerea immaginaria della collocazione del borgo si evidenzia un unicum di collegamenti tra il Ponte "di Pietra" e la chiesa di Santo Spirito (separati dalla strada comunale di via Quiliano), la chiesa e via dei Bricchetti (separati dalla nuova ferrovia) la biforcazione di via dei Bricchetti che porta lato mare verso il centro storico tramite scalinate e via Barba (separati dalla vecchia ferrovia, la biforcazione di via dei Bricchetti lato monte indirizzata verso la chiesetta di San Pietro (interrotta prima dalla superstrada e poi da via Caravaggio che la separa dal comune di Quiliano); sopra la chiesetta di San Pietro è inoltre presente un piccolo borgo "i Zenè" storicamente e socialmente collegato all'abitato di Zinola in quanto tale zona e la pianura sottostante erano i centri agricoli di rifornimento alimentare del borgo; inoltre per i sentieri boschivi retrostanti al borgo de "I Zenè" è presente l'unica fonte di acqua potabile non stagnante della zona; dal lato monte di via dei Bricchetti è inoltre raggiungibile la strada del Santuario della Madonna del Monte, attraversando la zona del Forte di Madonna del Monte e del Forte Ciuto; questa strada collega Zinola con il Colle di Cadibona, punto di demarcazione tra Alpi e Appennini, passaggio obbligato per il valico e l'accesso alle aree padano-piemontesi. Questa vista d'insieme, oramai impossibile senza uno sforzo di immaginazione, ci consente di delineare un borgo caratteristico di discrete dimensioni con tutte le costruzioni necessarie ad avere vita indipendente.
La parte lato mare con tutte le attività legate alla marineria ed alla pesca; la parete "murata" lato mare del borgo storico; la possibilità di un facile e veloce ricovero all'interno del borgo in caso di attacchi barbareschi tramite il carruggio di via Barba, facilmente difendibile perché stretto e con ingresso ad arco; l'accesso all'acqua potabile, alle aree retrostanti agricole ed al borgo di Legino; l'accesso alla chiesa di Santo Spirito; la possibilità di raggiungere Vado tramite il ponte "di Pietra" velocemente e per strade sicure (tutta la costa era acquitrinosa e paludosa e perciò il ponte era difficilmente raggiungibile dal mare) potevano consentire una vita abbastanza sicura ed indipendente agli abitanti del borgo.

### Dall'Ottocento ai giorni odierni
A partire dal XIX secolo, dopo la bonifica delle zone paludose attraverso riempimenti e incanalazione dei corsi d'acqua vennero ricavati terreni atti alla coltura di verdure e frutta. Come negli altri quartieri ad ovest di Savona, anche a Zinola nell'Ottocento e nei primi del Novecento oltre alla consolidata industria della pesca, conservazione e trasformazione del pescato sorsero fornaci, fabbriche di lavorazione della ceramica, del vetro e successivamente di barattoli in vetro e quindi di metallo. Queste fabbriche subirono pesanti ridimensionamenti durante la grande guerra a causa dei bombardamenti delle navi inglesi dalla rada di Vado Ligure.
Nel dopoguerra furono ampliati i riempimenti lato mare con lo scopo di rendere disponibili dei terreni per attività sportiva e ludica (campo da calcio, palazzetto di pattinaggio, giardini pubblici) ed incrementare l'interesse turistico della zona.
Dopo l'espansione di Savona avvenuta negli anni cinquanta-sessanta del XX secolo la località è divenuta un quartiere della città. Sono scomparse le fabbriche di ceramica, di barattoli e le fornaci ed è rimasto il piccolo artigianato ed alcuni cantieri per riparazioni di imbarcazioni di piccole dimensioni. 
L'area, come buona parte delle periferie di Savona è oramai un quartiere residenziale con la differenza, rispetto a tutti gli altri, di essere notevolmente interessata dal turismo. A Zinola sono presenti infatti circa 5.000 abitanti stabili mentre nei mesi estivi l'area è frequentata assiduamente da turisti che portano la popolazione a punte di 10.000 abitanti. Nella zona sono presenti cinque campeggi attrezzati ed innumerevoli stabilimenti balneari; inoltre molte abitazioni sono affittate esclusivamente in estate ai turisti da fuori regione.

## Monumenti e luoghi d'interesse

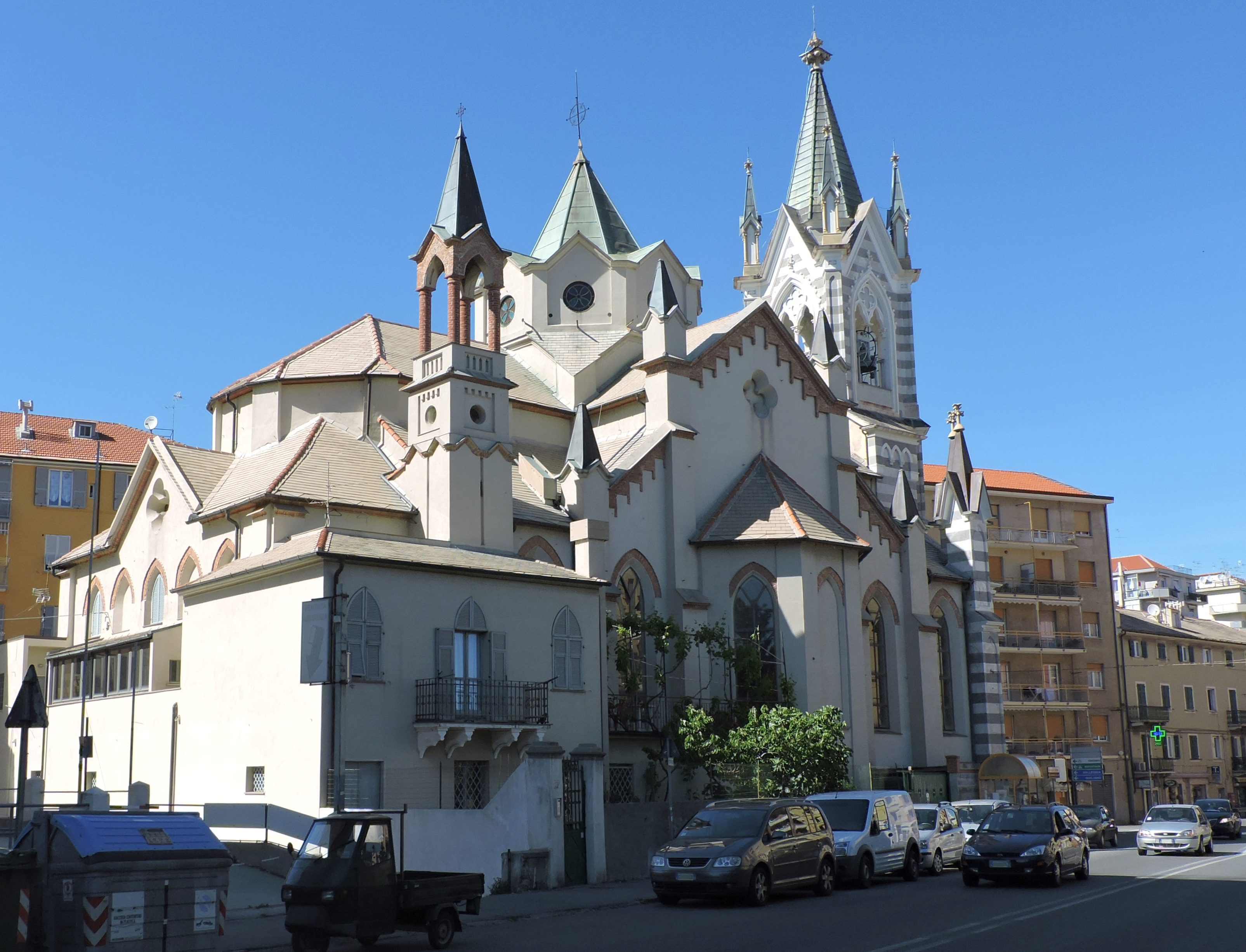
La chiesa parrocchiale

- Chiesetta medioevale di Santo Spirito.
- Chiesa parrocchiale di Santo Spirito e Concezione.
- Ponte Filippo Maria Visconti (Punte de Pria / Ponte di Pietra nel linguaggio locale).
- Cimitero di Savona ottocentesco.
- Santuario della Madonna del Monte.

## Cultura
Sono attivi alcuni gruppi di aggregazione
- Opere Parrocchiali di Zinola situate nel piazzale lato mare che gestiscono anche la Scuola dell'Infanzia privata.
- Società di Mutuo Soccorso Zinolese (fondata nel 1890) con ingresso dalla via Aurelia ed ampio cortile nel piazzale lato mare.
- A Màina de Zino-a gruppo di volontari attivo nell'organizzazione di tutte le feste del quartiere.

### Eventi
- Arrivo della statua di san Pietro dal mare (29 giugno o primo week end successivo).
- Processione del Corpus Domini - Addobbi floreali e altari religiosi in tutte le case della zona storica.
- Sanpietriadi (29 giugno o w.e. più prossimo) - Gare sportive tra i bambini del quartiere o turisti in diverse discipline suddivisi per gruppi di età (organizzate dalle Opere Parrocchiali).
- Sagre gastronomiche e musicali estive (organizzate dalla Società di Mutuo Soccorso).

## Infrastrutture e trasporti

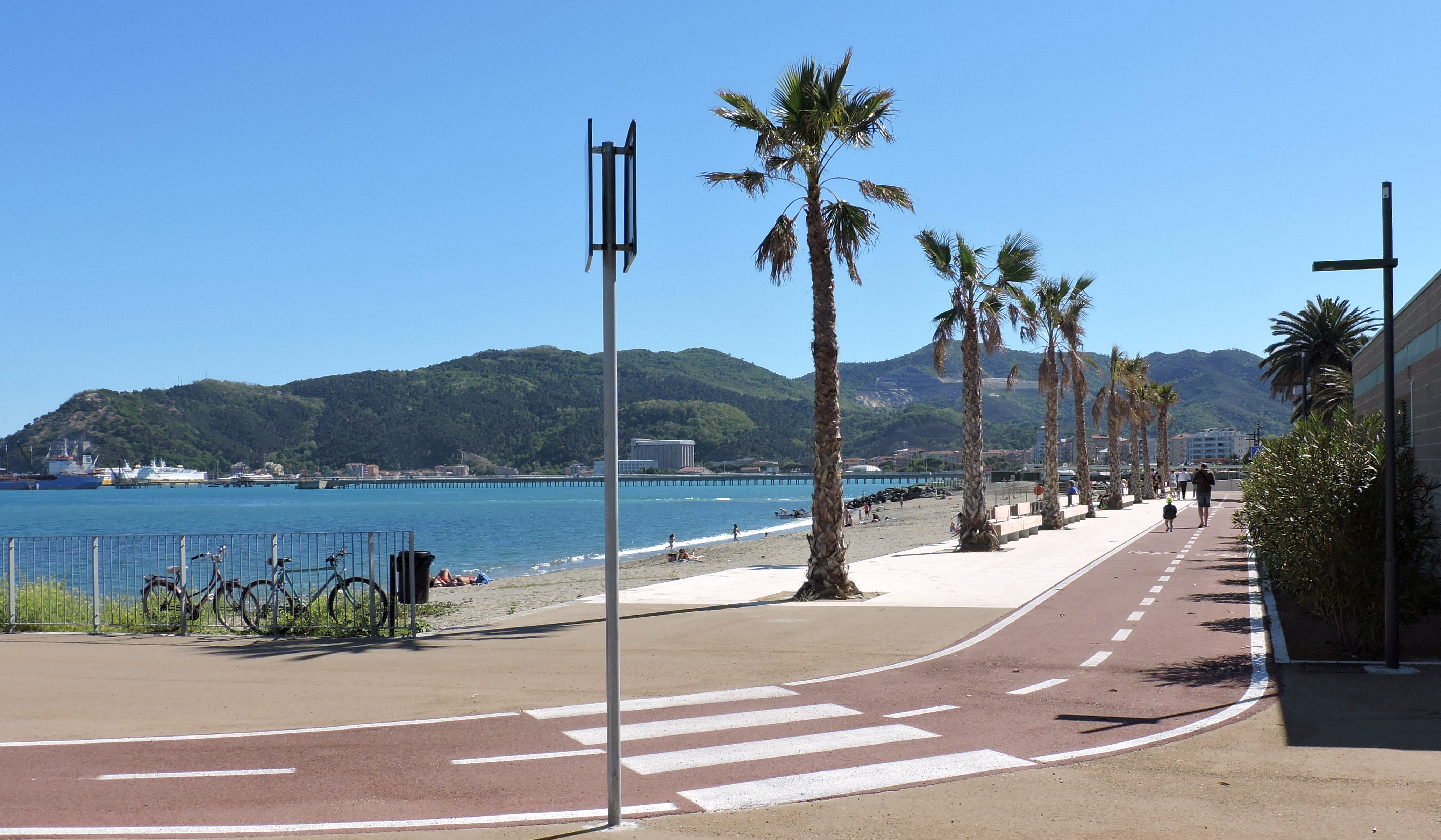
La ciclabile sul lungomare

Il quartiere è situato lungo la via Aurelia ed è servito dalle linee urbane ed extraurbane gestite dalla società TPL Linea.
Dal 1912 al 1948 era attiva la tranvia Savona-Vado Ligure, un collegamento extraurbano che comprendeva un'intensificazione urbana all'interno di Savona.

## Sport
- Sul mare nella zona dove un tempo c'era la fabbrica Litto Latta, si trova il campo sportivo Felice Levratto in erba sintetica, inaugurato sabato 14 giugno 2008, dopo i lavori di straordinaria manutenzione relativi alla trasformazione del terreno di gioco da terra battuta a manto in sintetico. L´impianto è comunale ed è attualmente gestito dalla società Foot-Ball Club Veloce 1910 sul cui manto gioca e si allena.

- Nella stessa zona, vi è anche la struttura coperta del Palazinola o Palazzetto dello Sport di Zinola, primaria zona sportiva dove si effettuano moltissime manifestazioni in diverse discipline, quali Pattinaggio artistico, Hockey indoor e Hockey in line dove diverse società si allenano ed effettuano le proprie gare, come Savona Hockey Club e Hockey Club Liguria nell'attività invernale indoor.